# Baradi
Das Baradi ist ein Schwert aus Indonesien.

## Beschreibung
Das Baradi hat eine einschneidige, gerade Klinge. Die Schneide ist zwischen Heft und Ort von gleichbleibender Breite. Die Klingen werden aus einfachem Stahl aber auch aus Pamor-Stahl (eine Art Damaszenerstahl) gefertigt. Die Schneide ist länger als der Klingenrücken, daher ist der Ort schräg abgeschnitten. Das Heft besteht meist aus Holz oder Horn und ist leicht gebogen gearbeitet. Der Knauf ist abgerundet. Das Baradi wird von Ethnien in Indonesien benutzt.